# Anastoechus montium
Anastoechus montium är en tvåvingeart som beskrevs av Becker 1916. Anastoechus montium ingår i släktet Anastoechus och familjen svävflugor. Inga underarter finns listade i Catalogue of Life.